# Leptodactylus stenodema
Leptodactylus stenodema är en groddjursart som beskrevs av Jiménez de la Espada 1875. Leptodactylus stenodema ingår i släktet Leptodactylus och familjen tandpaddor. IUCN kategoriserar arten globalt som livskraftig. Inga underarter finns listade i Catalogue of Life.